# احسان پهلوان
احسان پهلوان (زادهٔ ۳ مرداد ۱۳۷۲) بازیکن فوتبال اهل ایران است که در پست هافبک هجومی برای باشگاه فوتبال ذوب‌آهن اصفهان در لیگ برتر خلیج فارس بازی می‌کند.
پهلوان در تیم‌های گسترش فولاد، ذوب‌آهن، سپاهان، تراکتورسازی، پرسپولیس و فولاد خوزستان نیز بازی کرده‌است. همچنین او برای ایران در سه رده سنی جوانان، امید و بزرگسالان، به میدان رفته‌است. احسان پهلوان دوبار بهترین بازیکن ماه لیگ برتر ایران شده است در سال های ۲۰۲۰ و ۲۰۲۴

## دوران باشگاهی
احسان پهلوان خرید تیم گسترش فولاد تبریز در سال ۱۳۹۰ بود. وی نیم فصل دوم لیگ برتر فوتبال ایران در فصل ۹۲–۱۳۹۱ را به‌طور قرضی در تیم ذوب‌آهن توپ زد. پهلوان در فصل ۹۲–۹۳ توانست با گرفتن رضایت‌نامه از باشگاه گسترش فولاد تبریز با قراردادی ۳ ساله به تیم ذوب آهن بپیوندد. احسان پهلوان نیم فصل به‌طور قرضی در سال ۹۲ برای سپاهان اصفهان توپ زد. در سال ۹۳ با اتمام قراردادش با سپاهان مجدداً به ذوب آهن بازگشت.

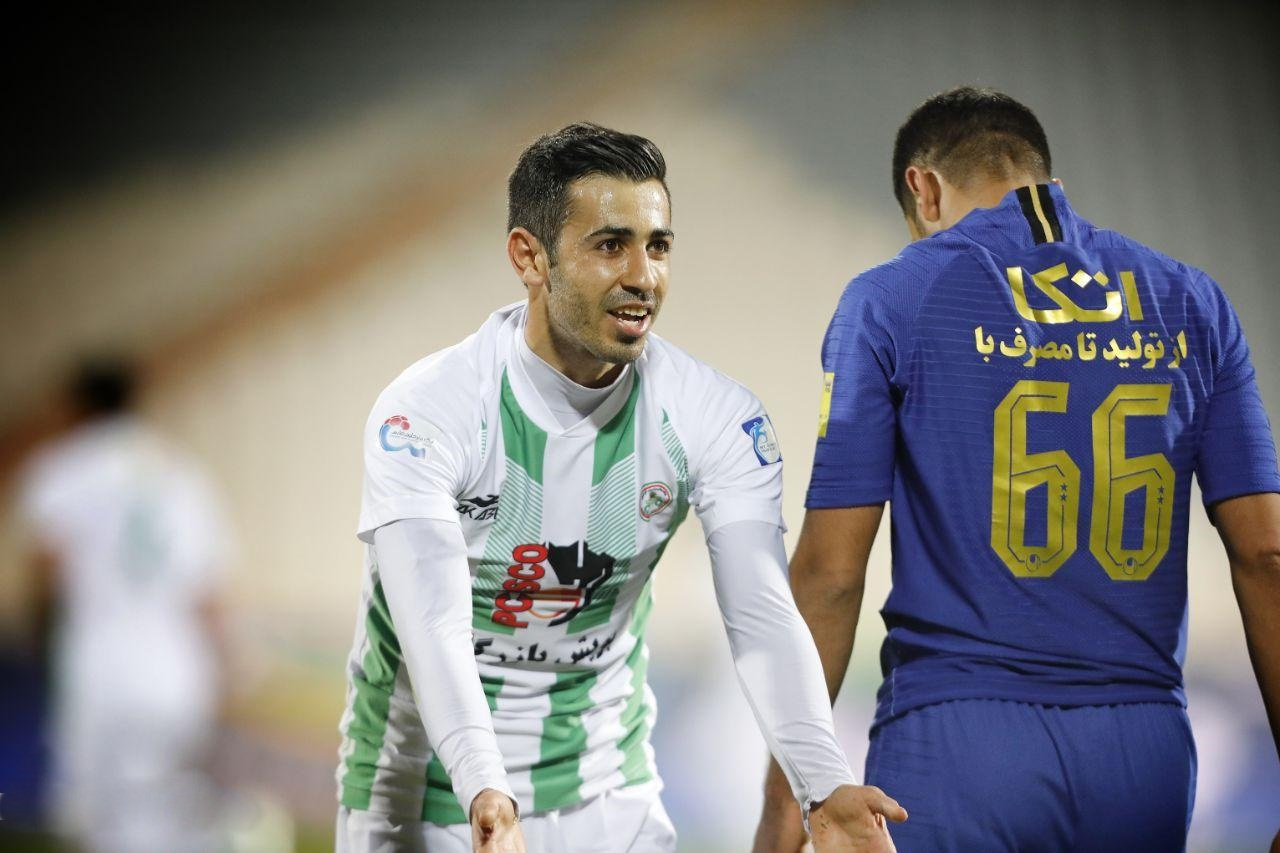
احسان پهلوان با پیراهن ذوب‌آهن

### پرسپولیس
در ۱۲ شهریور ۱۳۹۹، پهلوان با قراردادی دو ساله به تیم پرسپولیس، قهرمان فصل قبلی لیگ برتر فوتبال ایران، پیوست.
نخستین بازی او برای پرسپولیس، در ۲۵ شهریور ۱۳۹۹ در مرحلهٔ گروهی لیگ قهرمانان آسیا ۲۰۲۰ در ورزشگاه بنیاد قطر در مسابقه‌ای برابر التعاون بود که با پیروزی ۱ بر ۰ پرسپولیس، همراه شد.
احسان پهلوان به دلیل شلوغ شدن خط هافبک پرسپولیس از این تیم جدا شد.

### فولاد خوزستان
پهلوان در ۴ تیر ۱۴۰۱ با قراردادی به فولاد خوزستان پیوست.

## دوران ملی
احسان پهلوان از جمله معدود بازیکنانی است که در تمامی رده‌های تیم ملی شامل تیم ملی نونهالان در سالهای ۸۱، ۸۲، ۸۳، ۸۴ در تیم ملی نوجوانان در سال ۸۵، تیم ملی جوانان در سالهای ۸۹ و ۹۰، تیم ملی زیر ۲۲ سال و تیم ملی امید در سال۹۱ و ۹۲ و ۹۳ و تیم ملی المپیک ایران در ۹۴ برای کشور ایران بازی انجام داده‌است که در سال ۹۴ به همراه این تیم به قهرمانی مسابقات غرب آسیا رسید. گل او در تیم ملی جوانان در سال ۹۱ برابر کویت با پشت سر گذاشتن چندین نفر از مدافعان این تیم از زیباترین گلهای اوست.
سردار آزمون بازیکن حال حاضر تیم ملی ایران اذعان دارد که او به همراه احسان پهلوان و بهنام برزای در مقطعی که در تیم ملی جوانان ایران بازی می‌کردند از تیم‌های خارجی پیشنهاد داشتند.
احسان پهلوان در سال ۱۳۹۵ توسط کارلوس کی روش به تیم ملی فوتبال بزرگسالان ایران دعوت شد اما به دلیل عدم حضور در اردوی تیم ملی (به دلیل حضور در جام باشگاه‌های آسیا و عزیمت به ازبکستان جهت دیدار با بنیادکار) از لیست کیروش حذف شد.

## آمار باشگاهی
تا تاریخ ۲۰ دی ۱۴۰۲
| باشگاه     | دسته       | فصل        | لیگ برتر | لیگ برتر | جام حذفی | جام حذفی | آسیا | آسیا | سوپر جام | سوپر جام | مجموع | مجموع |
| باشگاه     | دسته       | فصل        | بازی     | گل       | بازی     | گل       | بازی | گل   | بازی     | گل       | بازی  | گل    |
| ---------- | ---------- | ---------- | -------- | -------- | -------- | -------- | ---- | ---- | -------- | -------- | ----- | ----- |
| ذوب‌آهن     | لیگ برتر   | ۹۲–۱۳۹۱    | ۱۱       | ۱        | ۰        | ۰        | ۰    | ۰    | _        | _        | ۱۱    | ۱     |
| ذوب‌آهن     | لیگ برتر   | ۹۳–۱۳۹۲    | ۶        | ۰        | ۰        | ۰        | ۰    | ۰    | _        | _        | ۶     | ۰     |
| ذوب‌آهن     | لیگ برتر   | ۹۴–۱۳۹۳    | ۱۸       | ۰        | ۳        | ۰        | ۰    | ۰    | _        | _        | ۲۱    | ۰     |
| ذوب‌آهن     | لیگ برتر   | ۹۵–۱۳۹۴    | ۲۹       | ۴        | ۳        | ۰        | ۸    | ۳    | _        | _        | ۴۰    | ۷     |
| ذوب‌آهن     | لیگ برتر   | ۹۶–۱۳۹۵    | ۳۰       | ۳        | ۵        | ۲        | ۶    | ۰    | ۱        | ۰        | ۴۲    | ۵     |
| ذوب‌آهن     | لیگ برتر   | ۹۷–۱۳۹۶    | ۱۲       | ۰        | ۱        | ۰        | ۰    | ۰    | _        | _        | ۱۳    | ۰     |
| ذوب‌آهن     | لیگ برتر   | ۹۸–۱۳۹۷    | ۲۰       | ۱        | ۱        | ۰        | ۲    | ۰    | _        | _        | ۲۳    | ۱     |
| ذوب‌آهن     | مجموع      | مجموع      | ۱۲۶      | ۹        | ۱۳       | ۲        | ۱۶   | ۳    | ۱        | ۰        | ۱۵۶   | ۱۴    |
| سپاهان     | لیگ برتر   | ۹۳–۱۳۹۲    | ۱        | ۰        | ۰        | ۰        | ۰    | ۰    | _        | _        | ۱     | ۰     |
| سپاهان     | مجموع      | مجموع      | ۱        | ۰        | ۰        | ۰        | ۰    | ۰    | _        | _        | ۱     | ۰     |
| تراکتور    | لیگ برتر   | ۹۷–۱۳۹۶    | ۱۲       | ۶        | ۱        | ۰        | ۴    | ۰    | _        | _        | ۱۷    | ۶     |
| تراکتور    | لیگ برتر   | ۹۸–۱۳۹۷    | ۱۶       | ۰        | ۱        | ۰        | ۰    | ۰    | _        | _        | ۱۷    | ۰     |
| تراکتور    | مجموع      | مجموع      | ۲۸       | ۶        | ۲        | ۰        | ۴    | ۰    | _        | _        | ۳۴    | ۶     |
| پرسپولیس   | لیگ برتر   | ۹۹–۱۳۹۸    | ۰        | ۰        | ۰        | ۰        | ۷    | ۰    | ۰        | ۰        | ۷     | ۰     |
| پرسپولیس   | لیگ برتر   | ۰۰–۱۳۹۹    | ۳۰       | ۰        | ۳        | ۰        | ۷    | ۱    | ۱        | ۰        | ۴۱    | ۱     |
| پرسپولیس   | لیگ برتر   | ۰۱–۱۴۰۰    | ۲۱       | ۰        | ۳        | ۱        | ۰    | ۰    | ۰        | ۰        | ۲۴    | ۱     |
| پرسپولیس   | مجموع      | مجموع      | ۵۱       | ۰        | ۶        | ۱        | ۱۴   | ۱    | ۱        | ۰        | ۷۲    | ۲     |
| فولاد      | لیگ برتر   | ۰۲–۱۴۰۱    | ۲۵       | ۰        | ۱        | ۰        | ۰    | ۰    | _        | _        | ۲۶    | ۰     |
| فولاد      | مجموع      | مجموع      | ۲۵       | ۰        | ۱        | ۰        | ۰    | ۰    | _        | _        | ۲۶    | ۰     |
| سپاهان     | لیگ برتر   | ۰۳–۱۴۰۲    | ۲        | ۰        | ۰        | ۰        | ۱    | ۰    | _        | _        | ۳     | ۰     |
| سپاهان     | مجموع      | مجموع      | ۲        | ۰        | ۰        | ۰        | ۱    | ۰    | _        | _        | ۳     | ۰     |
| فولاد      | لیگ برتر   | ۰۳–۱۴۰۲    |          | ۰        | ۰        | ۰        | ۰    | ۰    | _        | _        | ۰     | ۰     |
| فولاد      | مجموع      | مجموع      | ۰        | ۰        | ۰        | ۰        | ۰    | ۰    | _        | _        | ۰     | ۰     |
| مجموع آمار | مجموع آمار | مجموع آمار | ۲۳۳      | ۱۵       | ۲۲       | ۳        | ۳۵   | ۴    | ۲        | ۰        | ۲۹۲   | ۲۲    |

## افتخارات

### ملی
زیر ۲۳ سال ایران
- قهرمانی غرب آسیا (۱): ۲۰۱۵

### باشگاهی
ذوب‌آهن
- جام حذفی (۲): ۹۴–۱۳۹۳، ۹۵–۱۳۹۴
- سوپر جام (۱): ۱۳۹۵

پرسپولیس

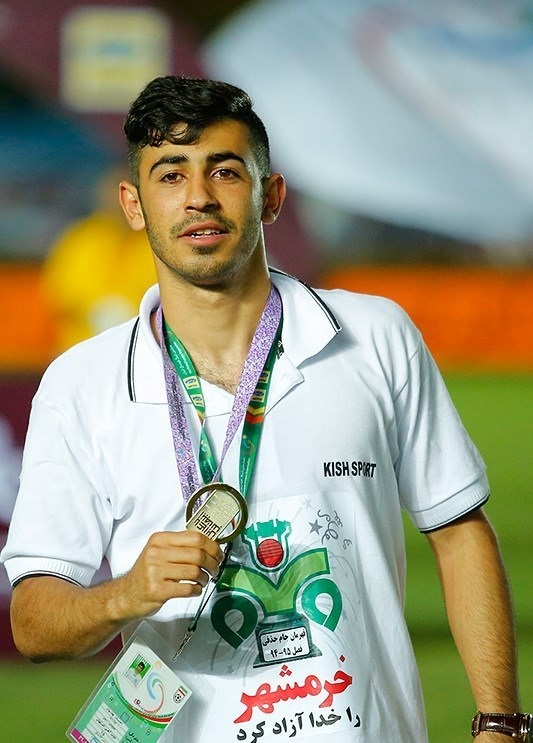
احسان پهلوان در جشن قهرمانی ذوب‌آهن

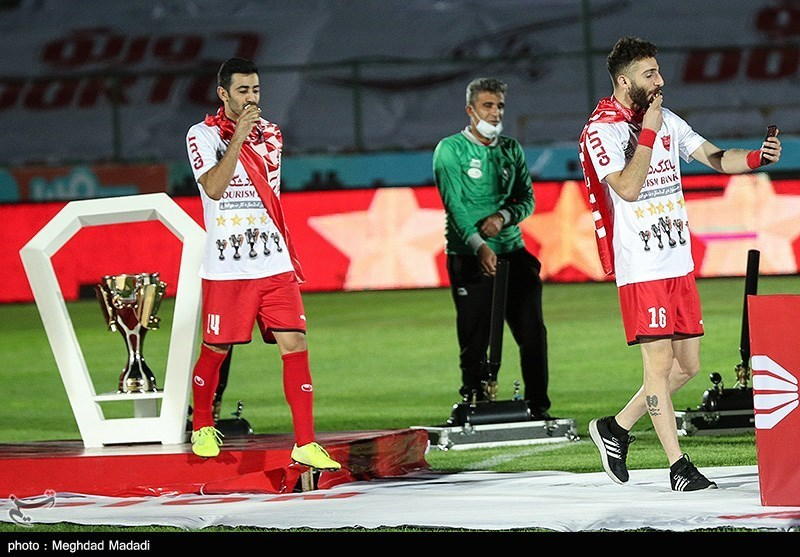
احسان پهلوان در جشن گلات قهرمانی پرسپولیس

- لیگ برتر خلیج فارس (۱): ۱۴۰۰–۱۳۹۹؛ نایب‌قهرمانی (۱): ۰۱–۱۴۰۰
- سوپر جام ایران (۱): ۱۳۹۹؛ نایب‌قهرمانی (۱): ۱۴۰۰
- لیگ قهرمانان آسیا نایب‌قهرمانی (۱): ۲۰۲۰

### فردی
- بهترین هافبک لیگ قهرمانان آسیا ۲۰۱۶ (نظرسنجی)[۱۱].                بهترین بازیکن ماه لیگ برتر ایران سال ۲۰۲۰(نظرسنجی). فولاد              بهترین بازیکن ماه لیگ برتر ایران سال ۲۰۲۴(نظرسنجی)فولاد